# Медійна лексикографія
Медійна лексикографія — інноваційний напрямок сучасної комунікативної лінгвістики, що відбиває актуальні тенденції розвитку комунікативної сфери суспільного життя. З середини 20 століття професійний інтерес дослідників мас-медіа до слова у ЗМІ виявився не лише у створенні численних різножанрових наукових творів, але й у спробах представити систему понять, операційних для медіа.
Медійна лексикографія — це ще й дослідження динамічного стану мови масової комунікації, це численні словники функціонального ресурсу слова в мас-медіа, що діагностують реальне "життя" мови ЗМІ. Саме тому в україністиці активно з’являються словники, що відбивають особливості розвитку української мови в масовій комунікації.

## Тенденції розвитку
Потрібність створення лексикографічних праць була очевидною — стрімке зростання інформації в сучасному соціумі, переформатування наявних джерел і способів передачі інформації, а також поява нових носіїв інформації й, відповідно, жанрів, їх композиційної та архітектонічної специфіки — все це вимагало фахового структурування термінопонять.
Медіалінгвістичний аспект у таких словниках став необхідним компонентом лексикографічного терміноряду, проте, з огляду на загальність, широту видання, лінгвістична проблематика у ЗМІ була представлена несистемно, спорадично, часто не в мовознавчих поняттях і дефініціях. Відтак, із розвитком медіалінгвістики, її становленням як окремої галузі мовознавства потреба в медіалінгвістичному словнику тлумачного типу стає очевидною.
У сучасній медійній лексикографії має враховуватись динамічність мови ЗМІ, осучаснення її засобів, що набувають нових прагматичних характеристик. 
За словами російських вчених Г. Солганика, Н. Валгіної, М. Володіної, Н. Кулшиної, І. Качалової та ін., екстралінгвальними характеристиками, що впливають на процеси, пов’язані з різного роду стилістичними трансформаціями, є:
- науково-технічний процес;
- глобалізаційні процеси в суспільстві; розширення меж комунікативноінформаційного поля;
- вплив на мовну свідомість;
- розширення інфопростору різних сфер людського буття;
- полікультурність;
- розширення геолінгвістичної картини світу, причиною якої є економічні, політичні та культурні взаємозв’язки у світі;
- явища "моди в лінгвістиці".

Серед інтралінгвальних характеристик дослідники виділяють:
- мовну естетизацію;
- специфічність стилістичних норм, властивих стилю масової інформації;
- функціонування нетипових для мови ЗМІ складних синтаксичних конструкцій, описових зворотів;
- свідоме тиражування вдалих словесних каламбурів, авторських неологізмів;
- оцінну номінацію;
- мовну експресію тощо.

Ці зміни в соціумі медійним лексикографам варто брати до уваги при реєстрації й аналізі мовних одиниць у медіадискурсі. Лексикографи передусім мають враховувати комунікативну ситуативність мови на сучасному етапі її розвитку.

## Лінгвістична перспектива напрямку
Основним завданням є створення численних словників, вибудованих із урахуванням специфіки даної комунікативної сфери за допомогою фахової компетенції мовознавців. Можливі ракурси представленого матеріалу корелюються зі словниковими проектами лінгвістичних та енциклопедичних словників. Передусім тих, де можна репрезентувати функціональний ресурс мовних одиниць різних рівнів (слово, словосполучення, фразеологізм, синтаксичні одиниці) в їх функціональному вияві, специфічному для медіасфери. Такими є не тільки словники частотних у масовій комунікації слів чи синтаксичних моделей — медійна лексикографія продукує нове знання про рух семантики слова, появу в комунікативній реальності нових слів і значень; репрезентує, динамічно відтворює вербалізовану сутність і структуру масової комунікації.
Принципово важливо, що всі мовні одиниці, представлені у словнику, мають відбивати реальну картину часу, є маркерами сучасності і не спорадично виникають у свідомості індивіда, а активно ширяться засобами масової комунікації, активно тиражуються. Цей процес є важливим показником оновлення лексико-фразеологічного фонду української мови, фіксацією реалій та залишається поставленим стратегічним завданням в межах концепції інноваційного лексикографічного проекту.

## Лексикографічні праці в українській медіалінгвістиці
- Дергач Д.В. Словник онімів українських мас-медіа / Дмитро Дергач; за ред. Шевченко Л.І. – К.: ВПЦ "Київський університет", 2009. – 175 с.
- Сизонов Д.Ю. Медична термінологія в українських ЗМІ: словник / За ред. Л.І. Шевченко / Д.Ю. Сизонов. – К.: ВПЦ "Київський університет", 2012. – 335 с.
- Шевченко Л.І. Медіалінгвістика. Словник термінів і понять / Л.І. Шевченко, Д.В. Дергач, Д.Ю. Сизонов; за ред. Л.І. Шевченко. – К.: ВПЦ "Київський університет", 2013. – 240 с.